# Moorchegani Iman Jamali
Moorchegani Iman Jamali (persisch ایمان جمالی; * 11. Oktober 1991 in Isfahan, Iran) ist ein iranisch-ungarischer Handballspieler. Jamali besitzt seit Oktober 2014 die ungarische Staatsbürgerschaft.

## Karriere
Der 2,02 m große und 102 kg schwere halblinke Rückraumspieler spielte im Iran zunächst für Foolad Mobarakeh Sepahan. Ab der Saison 2012/13 lief er für den ungarischen Spitzenverein MKB Veszprém auf, mit dem er 2013, 2014 und 2015 Ungarischer Meister und Pokalsieger wurde. Der schwedische Verein IFK Kristianstad lieh Jamali für die Saison 2015/16 aus. Mit Kristianstad gewann er 2016 die schwedische Meisterschaft. In der Saison 2016/17 wurde er an den belarussischen Verein Brest GK Meschkow ausgeliehen. Zur Saison 2019/20 wechselte er zum rumänischen Erstligisten Dinamo Bukarest. Nach einer Operation am Kreuzband war er vereinslos. Im November 2022 unterschrieb er beim ungarischen Verein Ceglédi KKSE. Zur Saison 2023/24 wechselte er zum Ligarivalen Tatabánya KC. Anfang 2024 wurde er vom saudi-arabischen Verein Al-Safa verpflichtet.
Bei der Junioren-Weltmeisterschaft 2011 wurde er mit 80 Toren in neun Spielen, davon elf Siebenmeter, zweitbester Torschütze. Mit der iranischen Nationalmannschaft nahm er an der Asienmeisterschaft 2012 teil und erreichte den 5. Platz.
Seit seinem Debüt für die ungarische Nationalmannschaft im Jahr 2015 bestritt Jamali 36 Länderspiele, in denen er 90 Tore erzielte. Er stand im Aufgebot für die Europameisterschaft 2016 sowie die Weltmeisterschaften 2017 und 2019, bei der sich eine Kreuzbandverletzung zuzog.